# The Reclamation of Snarky
The Reclamation of Snarky è un cortometraggio muto del 1911 diretto da Bert Haldane.

## Trama
Una sarta salva un ladro che sta cercando di rimettersi sulla buona strada dal riprendere la vita criminale.

## Produzione
Il film fu prodotto dalla Hepworth.

## Distribuzione
Distribuito dalla Hepworth, il film - un cortometraggio di 183 metri - uscì nelle sale cinematografiche britanniche nel novembre 1911.
Si conoscono pochi dati del film che, prodotto dalla Hepworth, fu distrutto nel 1924 dallo stesso produttore, Cecil M. Hepworth. Fallito, in gravissime difficoltà finanziarie, il produttore pensò in questo modo di poter almeno recuperare il nitrato d'argento della pellicola.